# ヴァイセズ・アンド・ヴァーチューズ (アート・オブ・ダイングのアルバム)
『ヴァイセズ・アンド・ヴァーチューズ』（原題: Vices and Virtues）は、カナダのハードロック・バンドであるアート・オブ・ダイングが2011年3月22日に発売した2作目のスタジオ・アルバム。同日にはアメリカ合衆国のポップ・ロック・バンドであるパニック!アット・ザ・ディスコが3作目のスタジオ・アルバムとして同名の『悪徳と美徳』（原題: Vices & Virtues）を発売している。2014年9月までに本作は5万枚を売り上げた。

## 背景・リリース
2009年12月1日、ディスターブドのデイヴィッド・ドレイマンとダン・ドネガンによるレコードレーベル、イントゥクシケーション・レコードと契約したことを発表。この発表と同時に、アート・オブ・ダイングがハワード・ベンソンをプロデューサーに迎えてアルバム制作を行なっていることが報じられる。
2011年3月22日に本作からのリード・シングルとして「Die Trying」が発売され、アルバム発売後の7月14日に第2弾シングルとして「Get Thru This」、2012年2月8日に第3弾シングルとして「Sorry」、2013年1月17日に第4弾シングルとして「Raining」が発売された。

## 評価
| 専門評論家によるレビュー | 専門評論家によるレビュー |
| レビュー・スコア         | レビュー・スコア         |
| 出典                     | 評価                     |
| ------------------------ | ------------------------ |
| AllMusic                 | [ 13 ]                   |
| Metalholic               | 8.2/10                   |

『オールミュージック』のジェームズ・クリストファー・モンガーは、ゴッドスマックやニッケルバックを思わせる「Die Trying」と「You Don't Know Me」、3声コーラスを披露する「Sorry」について好意的に見る一方で、「I Will Be There」「Best I Can」「Get Thru This」「Whole World's Crazy」について「（アルバムの）メッセージ性を損なわせる」とし、「結果的にまったくつまらないわけでもなければ、最高のものとなることもめったにないレコードになった」と評した。
日刊紙『ヴァージニアン・パイロット』のパティ・ジェンキンスは、「（アルバムの）特に聴く価値のある曲」として「Whole World's Crazy」と「Completely」の2曲を挙げた。

## 収録曲
| #         | タイトル                        | 作詞・作曲 | プロデューサー     | 時間  |
| --------- | ------------------------------- | --- | ------------------ | ----- |
| 1.        | 「Die Trying」                  | グレッグ・ブラッドリー ジョニー・ヘザーリントン                                                                  | ハワード・ベンソン | 3:49  |
| 2.        | 「Get Thru This」               | ジョニー・ヘザーリントン                                                                                         | ダン・ドネガン     | 2:43  |
| 3.        | 「Sorry」                       | ジョニー・ヘザーリントン ダフォー・ヴラマ                                                                        | ハワード・ベンソン | 4:25  |
| 4.        | 「Whole World's Crazy」         | ジョニー・ヘザーリントン テイヴィス・スタンリー グレッグ・ブラッドリー ケール・ゴンティアー                      | ダン・ドネガン     | 3:45  |
| 5.        | 「Completely」                  | ジョニー・ヘザーリントン デイヴィッド・マリアッチ グレッグ・ブラッドリー                                         | ダン・ドネガン     | 3:23  |
| 6.        | 「I Will Be There」             | ジョニー・ヘザーリントン                                                                                         | ハワード・ベンソン | 3:51  |
| 7.        | 「You Don't Know Me」           | ジョニー・ヘザーリントン テイヴィス・スタンリー グレッグ・ブラッドリー フラヴィオ・シリロ                        | ダン・ドネガン     | 3:06  |
| 8.        | 「Raining」(feat. Adam Gontier) | ジョニー・ヘザーリントン                                                                                         | ハワード・ベンソン | 3:57  |
| 9.        | 「Best I Can」                  | ジョニー・ヘザーリントン テイヴィス・スタンリー グレッグ・ブラッドリー ケール・ゴンティアー                      | ハワード・ベンソン | 5:03  |
| 10.       | 「Straight Across My Mind」     | ジョニー・ヘザーリントン テイヴィス・スタンリー グレッグ・ブラッドリー アダム・ゴンティアー ケール・ゴンティアー | ダン・ドネガン     | 4:21  |
| 11.       | 「Breathe Again」               | ジョニー・ヘザーリントン テイヴィス・スタンリー グレッグ・ブラッドリー ジェフ・ブラウン ケール・ゴンティアー     | ハワード・ベンソン | 4:12  |
| 合計時間: | 合計時間:                       | 合計時間: | 合計時間:          | 42:35 |

| #         | タイトル                     | 作詞  | 作曲・編曲 | 時間 |
| --------- | ---------------------------- | ----- | ---------- | ---- |
| 12.       | 「Better Off」               |       |            | 3:00 |
| 13.       | 「Watching You Watching Me」 |       |            | 3:52 |
| 合計時間: | 合計時間:                    | 49:27 |            |      |

## チャート成績
| チャート (2011年)                 | 最高位 |
| --------------------------------- | ------ |
| US Billboard 200                  | 117    |
| US Alternative Albums (Billboard) | 21     |
| US Hard Rock Albums (Billboard)   | 9      |
| US Heatseekers Albums (Billboard) | 1      |
| US Top Rock Albums (Billboard)    | 31     |